# Nálút tartomány
Nálút tartomány (arabul شعبية نالوت [Šaʿbiyyat Nālūt]) Líbia huszonkét tartományának egyike. A történelmi Tripolitánia régióban, az ország északnyugati részén fekszik: északon en-Nukát el-Hamsz tartomány, keleten el-Dzsabal el-Garbi tartomány, délen Vádi es-Sáti tartomány, délnyugaton Algéria, északnyugaton pedig Tunézia határolja. Székhelye Nálút városa. Lakossága a 2006-os népszámlálás adatai szerint 93 224 fő.

## Fordítás
Ez a szócikk részben vagy egészben  a   Libyen#Verwaltungsgliederung című német Wikipédia-szócikk ezen változatának fordításán alapul.  Az eredeti cikk szerkesztőit annak laptörténete sorolja fel. Ez a jelzés csupán a megfogalmazás eredetét és a szerzői jogokat jelzi, nem szolgál a cikkben szereplő információk forrásmegjelöléseként.